# Музей Амстердамского подземелья
Музей Амстердамского подземелья (англ. Amsterdam Dungeon) — музей, театр и аттракцион в городе Амстердам, в Нидерландах, являющийся собственностью британской компании «Развлечения Мерлина», которая владеет аналогичными музеями в Блэкпуле, Эдинбурге, Лондоне, Йорке, Берлине и Гамбурге. В программу музея входят одиннадцать представлений со спецэффектами, повествующие о мрачных страницах в истории города в период Средневековья и Нового Времени.

## История
Музей Амстердамского подземелья был открыт британской компанией «Развлечения Мерлина» на улице Рокин в Амстердаме в сентябре 2005 года. В здании, которое занимает музей, в 1345 году произошло так называемое «Амстердамское чудо». В память об этом событии в средние века близ здания проходили «Молчаливые шествия». В 1345—1347 годах на месте чуда была построена церковь, получившая название «Святое место».
Здание входит в список исторических памятников Нидерландов и находится под охраной государства. Перед открытием экспозиции музея, здесь впервые были проведены археологические раскопки, в ходе которых было обнаружено семейное захоронение богатого купца Геррита Гейртсена Дотхофта. В здании также располагались мечеть, гостиница и квартиры жильцов.

## Экспозиция
Экспозиция музея представляет собой зеркальный лабиринт и короткий ролик о каботажном судне. Труппа из 30 актеров участвует в 11 представлениях, сюжет которых основан на «мрачных страницах» в истории Амстердама.
Представления:
- «мрачные страницы» в истории в здания, в котором располагается музей;
- кровавая инквизиция, камера пыток и инструменты палача;
- магическая музыка в магическом баре времен борьбы с флибустьерами;
- корабль Нидерландской Ост-Индской компании времен колонизации с историей о болезнях, насилии и смерти на его борту;
- анатомический театр доктора Деймана с демонстрацией вскрытия известного преступника Йана Зварте;
- камера пыток;
- испанская инквизиция в Амстердаме в 1600 году;
- привидения, охота на ведьм;
- «злачные улицы» Амстердама в зеркальном лабиринте;
- эпидемия чумы в Амстердаме в 1664 году;
- последнее путешествие со смертью на крутых горках вокруг средневековой церкви (аттракцион был закрыт в мае 2014 года).